# لاودرت
لاودرت (به آلمانی: Laudert) یک شهر در آلمان است که در راین-هونسروک واقع شده‌است. لاودرت ۴۲۸ نفر جمعیت دارد.